# آلفرد گیبس
آلفرد گیبس (انگلیسی: Alfred Gibbs; ۲۲ آوریل ۱۸۲۳ – ۲۶ دسامبر ۱۸۶۸) فرد نظامی اهل ایالات متحده آمریکا بود.